# Coturnicops notatus
La polluela de Darwin (Coturnicops notatus), también conocida como polluela moteada, cotarita moteada, burrito menor pintado o burrito enano,  es una especie de ave gruiforme de la familia Rallidae propia de  Argentina, Bolivia, Brasil, Colombia, islas Malvinas, Guyana, Paraguay, Uruguay, Venezuela. No se reconocen subespecies.

## Distribución y hábitat
El área de distribución principal del rascón moteado es el sur de Paraguay, el sur de Brasil, el este de Argentina y Uruguay. También se lo encuentra en Guyana y Venezuela y como vagrante en Colombia. Registros de avistamientos no documentados en Bolivia y las Islas Malvinas llevaron al Comité de Clasificación Sudamericana de la Sociedad Ornitológica Americana (SACC) a clasificarlo como hipotético en esos países.
Su hábitat natural son pastizales templados, subtropicales o tropicales estacionalmente húmedos o inundados. También se lo encuentra en los bordes de los bosques húmedos. En cuanto a su altitud, varía desde el nivel del mar hasta los 1500 m (4900 pies).